# Tibidabo

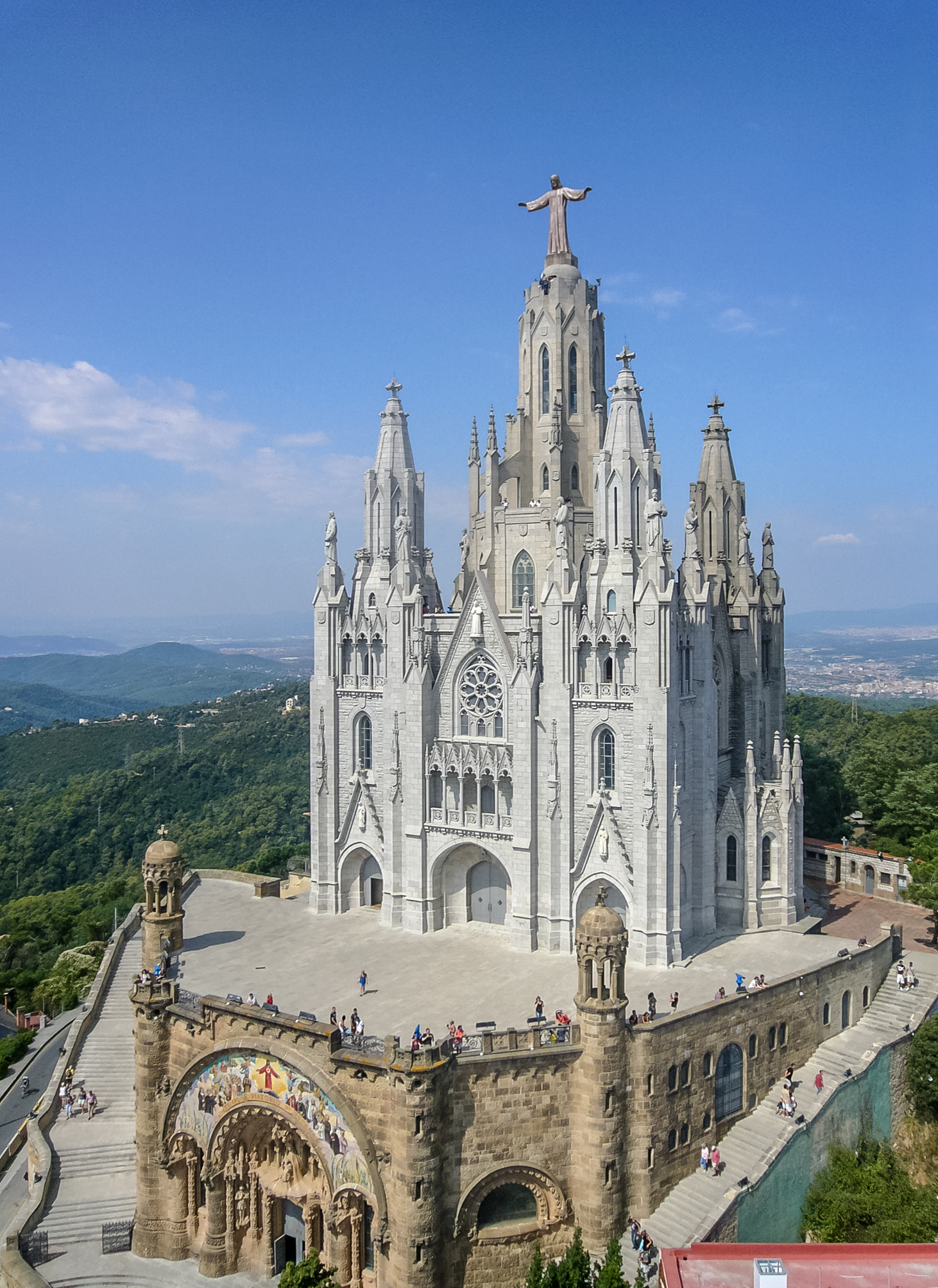
Kościół Sagrat Cor, na szczycie wzgórza

Tibidabo (wymowa katalońska: [tiβiˈðaβu]) – wzgórze górujące nad Barceloną, w Katalonii, w Hiszpanii. Z wysokością 512 metrów jest najwyższym wzniesieniem w Serra de Collserola. Wznosząc się ostro w kierunku północno-zachodnim, ma widok na miasto i otaczające je wybrzeże.
Na szczycie wzgórza znajduje się Kościół Serca Jezusowego (kat. Sagrat Cor) i przylegający do niego park rozrywki Tibidabo. W odległości krótkiego spaceru znajduje się wieża telekomunikacyjna Torre de Collserola. Wszystkie trzy są doskonale widoczne z większej części Barcelony. Budowę kościoła, zaprojektowanego przez Enrica Sagniera, rozpoczęto w 1902 r., a jej ukończenie zajęło 60 lat. Na jego szczycie znajduje się rzeźba Najświętszego Serca Jezusa autorstwa Josepa Mireta Lloparta.
Do Tibidabo można dojechać drogą lub kolejką linową Tibidabo Funicular, która była pierwszą tego typu w Hiszpanii, oraz tramwajem Tramvia Blau. Kolejka linowa została wznowiona w czerwcu 2021 r. po modernizacji, jednak tramwaj pozostaje wyłączony z eksploatacji. Autobus zastępczy TC2 łączy Tibidabo ze stacją metra Avinguda de Tibidabo. Minibus Transports Metropolitans de Barcelona 111 łączy je z wioską Vallvidrera i górną stacją kolejki linowej Vallvidrera.

## Historia
Wzgórze Tibidabo zaczęło być zagospodarowywane pod koniec XIX wieku z inicjatywy dr Salvadora Andreu. Na początku XX wieku otwarto Avenida del Tibidabo, która szybko stała się dzielnicą wyższej klasy w Barcelonie i została zabudowana pięknymi secesyjnymi budynkami wzniesionymi przez najlepszych ówczesnych architektów. W 1901 r. wybudowano Błękitny Tramwaj, który kursował wzdłuż tej alei do stóp kolejki linowej, która wspina się na szczyt góry. Przez dziewięćdziesiąt lat szerokość torów Błękitnego Tramwaju była jedyną europejską szerokością torów w Hiszpanii, wynoszącą 1435 mm, w porównaniu z hiszpańską 1668 mm, aż do czasu, gdy pod koniec XX wieku, wraz z budową szybkiej kolei AVE, wprowadzono w Hiszpanii europejskie szerokości torów.

## Pochodzenie nazwy
Nazwa pochodzi od łacińskich wersetów biblijnych z Wulgaty:
"...et dixit illi haec tibi omnia dabo si cadens adoraveris me" – "I rzekł do niego: Wszystko to dam ci, jeśli upadniesz i oddasz mi pokłon" (Mt 4, 9);
"...et ait ei tibi dabo potestatem hanc universam et gloriam illorum quia mihi tradita sunt et cui volo do illa" – "Całą tę władzę dam ci i chwałę ich, bo to jest mi dane, a komu zechcę, temu dam" (Łk 4, 6).
To zdanie, oznaczające dam ci, zostało wypowiedziane przez diabła do Jezusa, gdy spoglądali z bardzo wysokiej góry na wszystkie królestwa świata i ich chwałę. Nazwa wzgórza barcelońskiego nawiązuje zatem do popularnej tradycji, według której w rzeczywistości chodziło o samą górę bardzo wysoką. Zwrot Tibi dabo jest częścią napisu na centralnej kopule Bazyliki św. Piotra w Watykanie, choć w tym przypadku został zaczerpnięty ze słów Jezusa skierowanych do św. Piotra w Mt 16,19

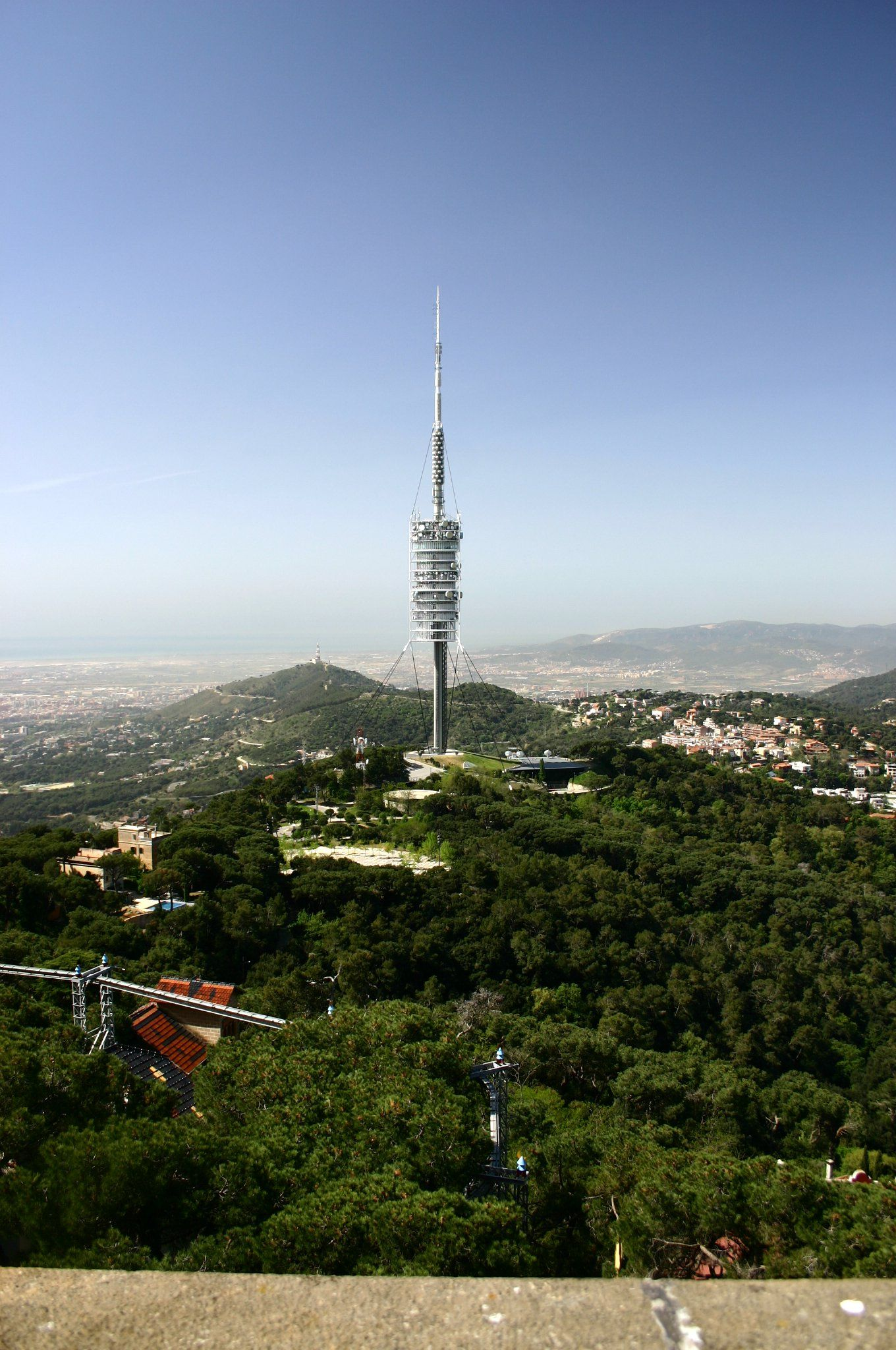
Wieża Collserola

## Budynki
Na szczycie Tibidabo znajduje się następujące budynki:
- świątynia Expiatori del Sagrat Cor. Kościół ten, ze względu na swoją budowę i położenie na szczycie góry, a także  nazwę przypomina Bazylikę Najświętszego Serca Jezusowego w paryskiej dzielnicy Montmartre
- Park Rozrywki Tibidabo powstał w 1901 roku, co czyni go historycznym zabytkiem miasta, ponieważ jest to najstarszy działający park rozrywki w Hiszpanii i trzeci najstarszy działający park rozrywki w Europie
- Wieża Collserola – nowoczesna antena telekomunikacyjna zaprojektowana przez Normana Fostera i oddana do użytku w 1992 r. z okazji Igrzysk Olimpijskich w Barcelonie, z platformą widokową na szczycie. Ma 268 m wysokości i znajduje się na Turó de Vilana (Vallvidrera).
- Pawilon Ràdio Barcelona, niewielkie racjonalistyczne dzieło zbudowane w latach 1926–1929 przez architekta Nicolása Maríę Rubió y Tudurí. Jest to pierwszy przykład racjonalizmu architektonicznego i pierwsza stacja radiowa działająca w Hiszpanii.
- Hotel Florida, inspirowany amerykańską architekturą lat 20. XX wieku. Zbudowany w 1925 r. przez architekta Ramóna Reventósa, wewnątrz znajdują się obrazy Joana Trujolsa.
- Torre Pastor de Cruïlles, budynek inspirowany tradycyjną architekturą, zaprojektowany przez architekta Josepa Puig i Cadafalch w 1908 r. Ma ciemnoszary kolor, a na jednym z rogów (obok drogi) znajduje się kwadratowa wieża.
- Torre de les Aigües de Dos Rius, według inspirowanego renesansem projektu architekta Josepa Amargósa z 1905 roku. Ma kształt cylindryczny, jest wykonany z cegły i kamienia naturalnego, a wieńczy go półkulista kopuła, w której znajduje się zbiornik na wodę o pojemności 200 m³. Jego wysokość wynosi 53 m. Zbudowano go w celu zaopatrywania w wodę kolonii Dr. Andreu. Jest on wpisany do katalogu dziedzictwa architektonicznego Barcelony.